# Mamedrzaly
Mamedrzaly är en ort i Azerbajdzjan.   Den ligger i distriktet Cəlilabad Rayonu, i den södra delen av landet, 190 km sydväst om huvudstaden Baku. Mamedrzaly ligger 188 meter över havet och antalet invånare är 1 491.
Terrängen runt Mamedrzaly är kuperad åt sydväst, men åt nordost är den platt. Närmaste större samhälle är Dzhalilabad, 16,9 km öster om Mamedrzaly.
Trakten runt Mamedrzaly består till största delen av jordbruksmark. Runt Mamedrzaly är det ganska tätbefolkat, med 104 invånare per kvadratkilometer.